# Четирикоминен лайнер
Четирикоминният лайнер е океански лайнер с четири комина. Считано по годината на построяване, първият четирикоминен лайнер е „Кайзер Вилхелм дер Гросе“, а последният – „Уиндзор Касъл 2“. Построени са общо четиринадесет такива кораба, осем от които са британски, пет – германски и един – френски.

## История

### Възхода на четирикоминните лайнери
В края на 19 век броят на комините на лайнерите започва да символизира скоростта и безопасността – колкото повече са комините, толкова повече един кораб се счита за бърз и безопасен. Първият океански лайнер с четири комина е германския „Кайзер Вилхелм дер Гросе“, който е спуснат на вода на 4 май 1897 г. През следващите 15 години са построени общо повече от десет четирикоминни лайнера, всеки от които е по-впечатляващ от предишния. Сред собствениците на тези кораби са и водещите компании „Кунард Лайн“, „Уайт Стар Лайн“ и „Хамбург Америка Лайн“. Последният четирикоминен океански лайнер е спуснат на вода през 1921 г. Този тип кораби остава популярен до втората половина на 20-те години на 20 век.

### Падението на четирикоминните лайнери
В Първата световна война са загубени три четиркомини океански лайнера – „Кайзер Вилхелм дер Гросе“, „Лузитания“ и „Британик“. През втората половина на 20-те и първата на 30-те години на XX в. нещата се променят драстично за всички океански лайнери, тъй като са построени много трикоминни лайнери като „Ил де Франс“, „Нормандия“ и „Куин Мери“, и кораби с два комина като „Бремен 2“, „Мавритания 2“, „Куин Елизабет“, „Рекс“ и SS Nieuw Amsterdam 3, всичките от които са изключително модерни и популярни, а и започва Голямата депресия, в резултат на което по-старите и по-старомодните лайнери спират да са най-популярните и най-доходните. Това се превръща и в основната причини много лайнери, сред които и четирикоминните гиганти „Мавритания“ и „Олимпик“, да бъдат продадени за скрап, а част от останалите – да бъдат основно ремонтирани, като на два от тях („Аръндел Касъл 2“ и „Уиндзор Касъл 2“) броят на комините е редуциран от четири на два с естетична цел. В началото на Втората световна война вече има само три четирикоминни лайнера – „Кайзер Вилхелм II, „Кронпринцесин Цецилия“ и „Аквитания“, а в края на конфликта остава само „Аквитания“, която е единственият четирикоминен лайнер и експресен океански лайнер изобщо, който е използван и в двете световни войни; продадена е за скрап в началото на 1950 г. Това бележи и края на епохата на този изключително значим вид пътнически кораби.

## Списък на четирикоминните лайнери
| Снимка | Кораб                      | Собственик                                        | Спуснат на вода      | Съдба                         | Брутен тонаж              | Източник |
| ------ | -------------------------- | ------------------------------------------------- | -------------------- | ----------------------------- | ------------------------- | -------- |
|        | „Аквитания“                | „Кунард Лайн“                                     | 21 април 1913 г.     | утилизиран, 1950 – 51 г.      | 45 647 БРТ                | [ 1 ]    |
|        | „Аръндел Касъл 2“          | „Юниън-Касъл Лайн“                                | 11 септември 1919 г. | утилизиран, 1959 г.           | 19 023 БРТ                | [ 1 ]    |
|        | „Британик“                 | „Уайт Стар Лайн“                                  | 26 февруари 1914 г.  | потопен на 21 ноември 1916 г. | 48 158 БРТ                | [ 1 ]    |
|        | „Дойчланд“                 | „Хамбур Америка Лайн“                             | 10 януари 1900 г.    | утилизиран, 1925 г.           | 16 502 БРТ                | [ 1 ]    |
|        | „Кайзер Вилхелм II“        | „Норддойчер Лойд Лайн“                            | 12 август 1902 г.    | утилизиран, 1940 г.           | 19 361 БРТ                | [ 1 ]    |
|        | „Кайзер Вилхелм дер Гросе“ | „Норддойчер Лойд Лайн“                            | 4 май 1897 г.        | потопен на 26 август 1914 г.  | 14 349 БРТ                | [ 1 ]    |
|        | „Кронпринц Вилхелм“        | „Норддойчер Лойд Лайн“                            | 30 март 1901 г.      | утилизиран, 1923 г.           | 14 908 БРТ                | [ 1 ]    |
|        | „Кронпринцесин Цецилия“    | „Норддойчер Лойд Лайн“                            | 1 декември 1906 г.   | утилизиран, 1940 г.           | 19 503 БРТ                | [ 1 ]    |
|        | „Лузитания“                | „Кунард Лайн“                                     | 7 юни 1906 г.        | потопен на 7 май 1915 г.      | 31 550 БРТ                | [ 1 ]    |
|        | „Мавритания“               | „Кунард Лайн“                                     | 20 септември 1906 г. | утилизиран, 1935 г.           | 31 938 БРТ                | [ 1 ]    |
|        | „Олимпик“                  | „Уайт Стар Лайн“                                  | 20 октомври 1910 г.  | утилизиран, 1935 – 37 г.      | 45 324 БРТ (първоначално) | [ 1 ]    |
|        | „Титаник“                  | „Уайт Стар Лайн“                                  | 31 май 1911 г.       | потъва на 15 април 1912 г.    | 46 328 БРТ                | [ 1 ]    |
|        | „Уиндзор Касъл 2“          | „Юниън-Касъл Лайн“                                | 9 март 1921 г.       | потопен на 23 март 1943 г.    | 18 967 БРТ                | [ 1 ]    |
|        | „Франс“                    | Compagnie Générale Transatlantique („Френч Лайн“) | 10 септември 1910 г. | утилизиран, 1935 – 36 г.      | 23 666 БРТ                | [ 1 ]    |